# С
С («ес») — літера кирилиці. Є в усіх абетках, створених на слов'яно-кириличній графічній основі. За формою накреслення — трохи видозмінена кирилична літера.

## В українській мові
С — двадцять друга літера української абетки.
В українській літературній мові літерою «с» позначають шумний глухий щілинний передньоязиковий приголосний звук, який може бути твердим (сад, колос) і м'яким (сядь, сьомий).

### Інше використовування
Велика літера
Мала літера
- У фізиці — скорочене кириличне позначення секунди

## Інше
- У шанобливому мовленні в Російській імперії XIX ст. звичайним було додавання після останнього слова у фразі частки «с» (за дореформеним правописом — съ) — так званий словоєрс. Це вважається скороченням від сударь («добродію», «пане»).

## Таблиця кодів
| Кодування    | Регістр | Десятковий код | Шістнадцятковий код | Вісімковий код | Двійковий код     |
| ------------ | ------- | -------------- | ------------------- | -------------- | ----------------- |
| Юнікод       | Велика  | 1057           | 0421                | 002041         | 00000100 00100001 |
| Юнікод       | Мала    | 1089           | 0441                | 002101         | 00000100 01000001 |
| ISO 8859-5   | Велика  | 193            | C1                  | 301            | 11000001          |
| ISO 8859-5   | Мала    | 225            | E1                  | 341            | 11100001          |
| KOI 8        | Велика  | 243            | F3                  | 363            | 11110011          |
| KOI 8        | Мала    | 211            | D3                  | 323            | 11010011          |
| Windows 1251 | Велика  | 209            | D1                  | 321            | 11010001          |
| Windows 1251 | Мала    | 241            | F1                  | 361            | 11110001          |